# Saunders Motors
Saunders Motors war ein britischer Hersteller von Automobilen.

## Unternehmensgeschichte
Frank E. Morriss hatte 1919 etwa 100 Fahrgestelle von Crow-Elkhart importiert, einige davon zu kompletten Automobilen vervollständigt und bis zur Insolvenz im Jahre 1920 unter dem Markennamen Morriss-London vertrieben. Saunders Motors aus dem Londoner Stadtteil Golders Green übernahm 1922 die restlichen 69 Fahrgestelle für 75 Pfund pro Stück, fertigte daraus komplette Fahrzeuge und bot sie unter dem Markennamen Saunders an. 1925 endete die Produktion.

## Fahrzeuge
Das einzige Modell war der 17,9 HP. Einige Karosserien stellte Saunders selber her. Andere entstanden durch Morgan & Company. Der Preis für den Tourenwagen betrug 285 Pfund. Das Landaulet kostete 375 Pfund.